# Romain (Doubs)
Romain é uma comuna francesa na região administrativa de Borgonha-Franco-Condado, no departamento de Doubs. Estende-se por uma área de 4,85 km². Em 2010 a comuna tinha 128 habitantes (densidade: 26,4 hab./km²).